# الاحتجاجات السودانية 2011
الاحتجاجات السودانية 2011 هي حملة احتجاجات شعبية انطلقت شرارتها منذ 30 يناير/كانون الثاني عام 2011 م متأثرة بموجة الاحتجاجات العربية في الوطن العربي التي اندلعت مطلع عام 2011 م وبخاصة الثورة التونسية وثورة 25 يناير المصرية اللتين أطاحتا بالرئيس التونسي زين العابدين بن علي والرئيس المصري حسني مبارك. وكانت هذه الاحتجاجات تطالب بالقيام بإصلاحات سياسية واقتصادية واجتماعية كما نادى بعضها بتغيير النظام. بعض هذه الاحتجاجات دعا إليها طلبة عبر مواقع التواصل الاجتماعي على الإنترنت مثل فيسبوك.

## الأسباب

### 1- الأسباب السياسية
1. انفصال جنوب السودان ونزاع دارفور: أراد المتظاهرون «إظهار غضبهم إزاء الأمور التي أدت إلى تقسيم البلاد، ولأن مستقبل الشمال غير واضح» بعد انفصال الجنوب.[1] فقد ظهرت دعوات عبر الإنترنت لتنظيم مسيرات سلمية مناهضة للحكومة في جميع أنحاء السودان بالتزامن مع إعلان النتائج الأولية لاستفتاء تقرير المصير والتي تشير إلى رغبة نحو 99% من الجنوبيين بالانفصال عن الشمال.[2] كما نددالناشطون بانفصال جنوب السودان الذي نسبوه «لسياسة فرق تسد التي تنتهجها الحكومة»، ونزاع دارفور المتواصل منذ ثمانية أعوام (حتى تاريخه 2011 م).[3]
2. تضييق الحريات: كما دعت تلك المواقع (في استلهام من الثورتين التونسية والمصرية) للتظاهر احتجاجا على ما وصفوه بتضييق الحريات.[4]
3. انتهاك حقوق الإنسان: كما ندد الناشطون بما سمّوه انتهاكات حقوق الإنسان التي ترتكبها قوات الأمن.[3]
4. الدعوة إلى تغيير النظام: ظهرت دعوات على موقع فيسبوك للتظاهر سلمياً للمطالبة بإسقاط الحكومة وحتى تغيير النظام.[5]

### 2- الأسباب الاقتصادية والاجتماعية
1. الغلاء والفقر والبطالة: ندد الناشطون الشباب عبر الإنترنت بالتضخم وارتفاع أسعار المواد الغذائية، والفقر والبطالة. وحسب أرقام نشرتها الحكومة نهاية 2010 م، بلغت نسبة البطالة 40% في السودان.
واعتبر خبراء أن نصف سكان شمال السودان تقريبا يعيش تحت عتبة الفقر.[3]
2. الفساد: كما ندد أيضاً الناشطون عبر موقع فيسبوك بما وصفوه بالفساد.[3]

### 3- اندلاع موجة الاحتجاجات العربية
اندلعت مطلع عام 2011 م موجة احتجاجات عارمة شملت كثير من الدول العربية، أشعل شرارتها المواطن التونسي محمد البوعزيزي الذي أحرق نفسه احتجاجاً على الأوضاع السيئة في تونس. وكان الشباب هم من يقودون تلك الاحتجاجات العربية خصوصاً عبر مواقع التواصل الاجتماعي على الانترنت كالفيسبوك وتويتر، للمطالبة بإصلاحات سياسية واقتصادية واجتماعية. وحققت تلك الاحتجاجات نجاحات باهرة كالثورة التونسية والثورة المصرية اللتين أطاحتا برئيسي البلدين زين العابدين بن علي وحسني مبارك.

## تسلسل الأحداث
ظهرت دعوات للطلبة عبر مواقع التواصل الاجتماعي على الإنترنت مثل فيسبوك لتنظيم مسيرات سلمية مناهضة للحكومة في جميع أنحاء السودان في يوم الأحد 30/1/2011 م أي بعد خمسة أيام من انطلاق ثورة 25 يناير/كانون الثاني المصرية عام 2011 م التي طالبت بسقوط نظام الرئيس المصري حسني مبارك. كما دعت بعضها إلى التظاهر لتغيير النظام. وتأتي هذه المظاهرات بالتزامن أيضاً مع إعلان النتائج الأولية لاستفتاء تقرير المصير لجنوب السودان والتي تشير إلى رغبة نحو 99% من الجنوبيين بالانفصال عن الشمال.

### الثلاثاء 25/1/2011 م
- الرئيس السوداني يؤكد أنه لن يهرب: أشاد الرئيس السوداني عمر البشير بانتفاضة الشعب التونسي التي قادت إلى خلع الرئيس زين العابدين بن علي وفراره من البلاد، مؤكداً أنه لن يهرب إن ثار السودانيون ضده، كما شدد على أنه لن يتخاذل بشأن تطبيق الشريعة الإسلامية في الشمال بعد انفصال الجنوب.[7]

### الأحد 30/1/2011 م (الاحتجاج الأول)
- المظاهرة الطلابية: اشتبكت الشرطة السودانية اليوم مع طلاب جامعيين أثناء محاولتهم الخروج في مسيرات للتنديد بارتفاع الأسعار والمطالبة باستقالة الحكومة وضربت واعتقلت بعضهم. وذكرت وكالة الصحافة الفرنسية أن شرطة مكافحة الشغب تصدت لنحو 1000 طالب من جامعة أم درمان الإسلامية أثناء خروجهم في مسيرة إلى الشارع مطلقين هتافات تنتقد الرئيس عمر حسن البشير. وأضافت الوكالة أن الاشتباكات اندلعت عندما بدأ المحتجون بإلقاء الحجارة على رجال الشرطة الذين أخذوا بدورهم يضربون الطلاب بالعصي. وذكرت وكالة رويترز أن عشرات من أفراد الشرطة بدؤوا يضربون الطلاب بالعصي في ميدان جاكسون وأن بعضهم اعتقل. وتظاهر كذلك نحو 500 طالب من الجامعة الأهلية في أم درمان مرددين هتافات تنتقد ارتفاع الأسعار وتطالب بالتغيير. وقد أطلقت شرطة مكافحة الشغب قذائف الغاز المسيل للدموع وحاصروا الطلاب في كلتا الجامعتين.[2]
- أمام القصر: تظاهر نحو 100 شاب قرب القصر الجمهوري وسط الخرطوم هاتفين «نريد التغيير، لا لارتفاع الأسعار». وتصدى لهؤلاء كذلك حشد من الشرطة الذين طاردوا المحتجين واعتقلوا 5 منهم على الأقل.
- اعتقال صحفيين: كما أوقفت الشرطة نحو عشرة صحفيين يعملون لوسائل الإعلام المحلية والدولية وطلبت منهم عدم تغطية الاحتجاجات.
- توقيت الاحتجاجات: تأتي هذه المظاهرات استجابة لدعوات عبر الإنترنت لتنظيم مسيرات سلمية مناهضة للحكومة في جميع أنحاء السودان بالتزامن مع إعلان النتائج الأولية لاستفتاء تقرير المصير والتي تشير إلى رغبة نحو 99% من الجنوبيين بالانفصال عن الشمال. كما تأتي كذلك بعد خمسة أيام من بدء اندلاع ثورة 25 يناير المصرية التي طالبت بسقوط نظام الرئيس المصري حسني مبارك.[2]
- تحذير الشرطة: وكانت الشرطة السودانية حذرت أمس من مغبة التظاهر من أجل التغيير الشامل، وإسقاط النظام بطرق غير قانونية في حين وجه حزب المؤتمر الوطني الحاكم الاتهام لحزب المؤتمر الشعبي وحركات اليسار بالوقوف خلف دعوة التظاهر التي انتشرت عبر الإنترنت.[1]

### الجمعة 11/2/2011 م
اعتصمت العشرات من نساء أسر معتقلين سياسيين وناشطين في الخرطوم أمام مبنى جهاز الأمن والمخابرات السوداني وطالبن بإطلاق سراح ذويهن أو تقديمهم للمحاكمة. كما طالبت المعتصمات بالسماح لأسرهن بمعرفة مكان احتجاز ذويهم وزيارتهم للاطمئنان على أوضاعهم الصحية.

### الأحد 13/2/2011 م
- تجمع للصحفيين: منعت قوات الأمن السودانية اليوم صحفيين من تنظيم تجمع احتجاجي ضد اعتقال زملائهم خلال مظاهرات قبل أسبوعين. كما ألقى الأمن السوداني القبض على خمسة مصورين تلفزيونيين وصحفيين كانوا يحاولون تغطية هذه الاحتجاجات. فيما انتشر عشرات من رجال الأمن وضباطا بزي مدني في محيط المجلس الوطني للصحافة -الهيئة المشرفة على قطاع الإعلام- بهدف منع تجمهر الإعلاميين.[6]
- تجمع نسوي: من جهة أخرى انتظم تجمع نسوي (حوالي 20 امرأة) أمام مقر جهاز الأمن السوداني طالبت خلاله المتظاهرات بإطلاق سراح أبنائهن المعتقلين لدى جهاز الأمن خلال مظاهرات احتجاجية عاشتها البلاد. حيث تجمعن بهدوء أمام مقر الأمن بالخرطوم دون وقوع احتكاك مع عناصر الشرطة ورفعن صور أبنائهن المعتقلين.[6]

### الإثنين 21/2/2011 م
قال ربيع عبد العاطي المسؤول الرفيع في حزب المؤتمر الوطني الحاكم في السودان اليوم أن الرئيس السوداني عمر حسن البشير لن يسعى لترشيح نفسه ثانية في انتخابات الرئاسة. ووفقا للدستور السوداني الحالي فإن انتخابات الرئاسة المقبلة من المقرر أن تجري خلال أربعة أعوام.
كما قال أن الرئيس تعهد بتشكيل لجنة لمكافحة الفساد، وأنه ألمح إلى أنه قد يتقاعد، وهي خطوة يقول منتقدون أنها تستهدف تهدئة المعارضة في وقت تكتسح فيه الاضطرابات الوطن العربي.

### الثلاثاء 8/3/2011 م
اعتقلت السلطات أكثر من خمسين امرأة بعد دقائق من بدئهن احتجاجا في منطقة أم درمان بالعاصمة ضد الانتهاكات الحقوقية واحتفالا بيوم المرأة العالمي، وقد أُعلن عن تقديمهن للمحاكمة خلال الساعات المقبلة.

### الأحد 20/3/2011 م
- الشبان السودانيون يتنادون للتظاهر: دعا شبان سودانيون إلى التظاهر غدا ضد نظام الرئيس عمر البشير في مختلف أنحاء السودان في استلهام على ما يبدو للمظاهرات في الوطن العربي.
وقد قمعت الشرطة بعنف عدة مظاهرات منذ مطلع العام الجاري مستخدمة الغاز المسيل للدموع والهريّ لتفريق المتظاهرين واعتقلت العديد منهم.
وكان البشير قد أعلن الشهر الماضي عن إنشاء لجنة لمكافحة الفساد، وقال إنه لن يترشح لولاية جديدة، وفق ما أعلنه قيادي بالحزب الحاكم. غير أن الداعين إلى مظاهرة الاثنين يرون أن حزب المؤتمر الوطني فقد مصداقيته تماما ولم يبق سوى المظاهرات لإحداث التغيير رغم المخاطر المترتبة عنها. وأجمع المحللون على القول إن النقص في المواد الغذائية الأساسية والخدمات قد يكون عنصرا حاسما في تعبئة السودانيين.[3]

### الإثنين 21/3/2011 م (الاحتجاج الثاني)
تدخلت الشرطة السودانية مستخدمة الهري والغاز المدمع لتفريق احتجاجين صغيرين مناهضين للحكومة وذلك عندما بدأ شبان محاولة ثانية لمحاكاة انتفاضتي تونس ومصر.
- الخرطوم: ردد مئات المتظاهرين هتافات «حرية.. حرية»، ورفعوا شعار «الشعب يريد إسقاط النظام». وحاصرت الشرطة المدججة بالسلاح الجامعات وانتشرت في جميع أنحاء العاصمة الخرطوم. ثم ضربت بالهري المتظاهرين، واستخدمت الغاز المسيل للدموع بالقرب من محطة حافلات رئيسة في الخرطوم.[9]
- ودمدني: تجمع نحو 250 متظاهرا في السوق وأخذوا يرددون هتافات مثل «الشعب يريد إسقاط النظام»، «ولا لارتفاع الأسعار». قبل أن تفرقهم الشرطة وتعتقل عددا من النشطاء.[9]

وذكر عشرات من الذين اعتقلوا منذ الاحتجاج الأول المناهض للحكومة في 30 من يناير/كانون الثاني 2011 م أنهم تعرضوا للتعذيب والضرب. وقد أطلق سراحهم دون توجيه اتهامات.

### الأربعاء 23/3/2011 م
توعد حزب المؤتمر الوطني الحاكم القوى السياسية المعارضة بسحقها و«محوها من على وجه الأرض» إن هي حاولت الخروج في مظاهرات للإطاحة بنظام الرئيس عمر حسن البشير.
وسخر مندور المهدي القيادي بالحزب من شباب «فيسبوك» الذين يدعون لتغيير النظام، ووصفهم بأذيال الشيوعيين قائلا إن ما ينشرونه على صفحات الإنترنت لن يهز رمشا في أعين النظام.
وكانت شباب فيسبوك نظموا بعض الاحتجاجات الصغيرة، كان أحدثها احتجاجين مناهضين للحكومة في الخرطوم يوم الاثنين، لكن قوات الشرطة فرقتها بإطلاق الغاز المسيل للدموع على المتظاهرين. وفي مدينة ودمدني بوسط السودان تجمع نحو 250 متظاهرا في السوق قبل أن تفرقهم الشرطة وتعتقل عددا من النشطاء.

### الأربعاء 6/4/2011 م
دعا آلاف الشبان السودانيين في حملة على فيسبوك ومواقع اجتماعية أخرى على الإنترنت، السودانيين للنزول إلى الشارع للتغيير وإسقاط نظام الرئيس عمر حسن البشير على غرار ما حدث في تونس ومصر، غير أن الحكومة لوّحت بردع هذه الحملة. وبينما لم تتضح طبيعة هذه الحملة الشبابية ولا شكل التظاهر الذي ستتخذه، تشير معلومات محلية إلى أن شبابا مستقلين وآخرين ينتمون لعدد من الأحزاب السياسية هم من يحرك الدعوة للتظاهر ضد الحكومة اقتداء بتجربتي تونس ومصر.
وحدد الشباب السوداني في حملته على فيسبوك والمواقع الأخرى مجموعة من المطالب، منها الحرية ومحاربة الفساد والبطالة والجوع والقهر والفقر، كما يدعون إلى تشكيل حكومة انتقالية قومية تعقبها انتخابات حرة ونزيهة. ودعوا إلى الوقوف صفا بصف -برفقة أطفال بلادنا المشردين الفقراء الذين سرقت لقمة عيشهم– لمنع المزيد من الرعب ومصادرة المستقبل.

## النتائج
1. الإثنين 21/2/2011 م: قال ربيع عبد العاطي المسؤول الرفيع في حزب المؤتمر الوطني الحاكم في السودان أن الرئيس عمر البشير لن يسعى لترشيح نفسه ثانية في انتخابات الرئاسة، وأنه أنشأ لجنة لمكافحة الفساد[3] ضمن حزمة إصلاحات لإرساء الديمقراطية بالبلاد.[8]